# Románia zászlaja
A román zászló Románia nemzeti jelképe. A zászló jóformán megegyezik Csád zászlajával, bár az utóbbi kék sávja egy árnyalattal sötétebb. A kék a múlt idő, a sárga a jelen idő, míg a piros szín pedig a jövő időt jelképezi.

## Leírása

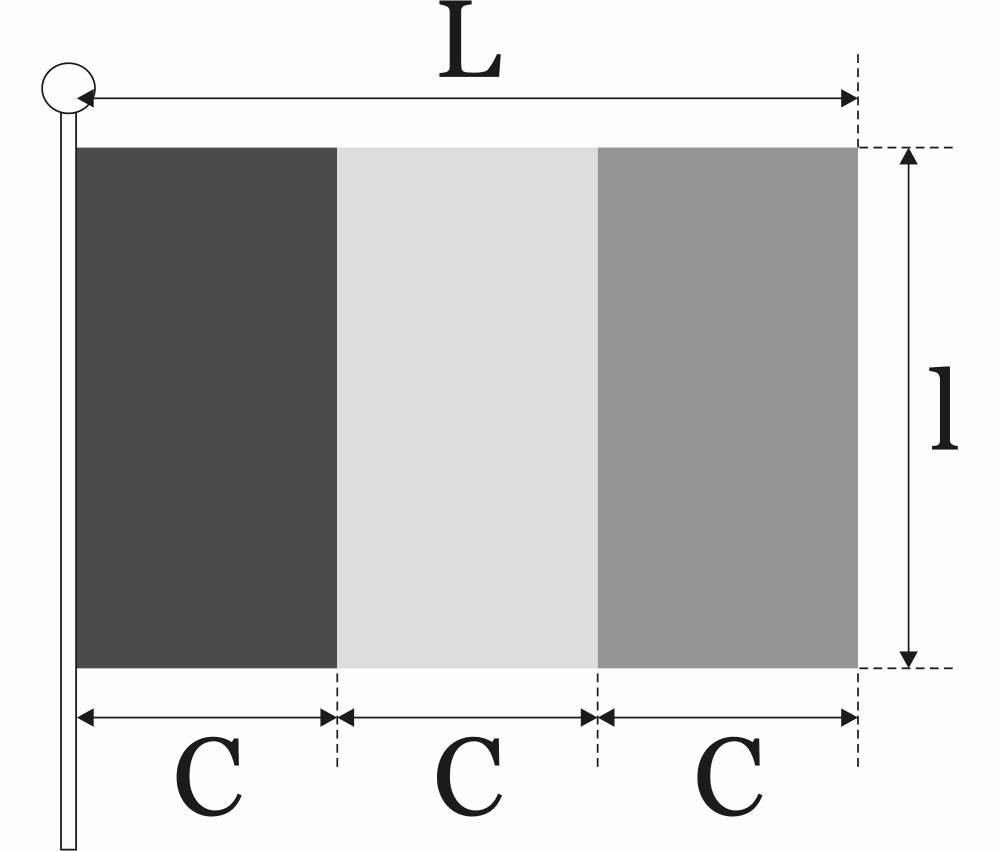
Románia zászlajának specifikációja:
l = 2/3 L; C = 1/3 L

A zászló három egyenlő szélességű függőleges sávból áll. A sávok színe rendre kék, sárga és piros. A ma is hivatalban lévő lobogót a román parlament 1989. december 27-én fogadta el.

## Története
Már egy 1821-es megmozduláson is megjelent a zászló, amelyet akkor Tudor Vladimirescu készített el. 1834-ben az ország kormányzója, Dimitrie Ghica elérte, hogy a szultán elismerje a kék-sárga-piros (ekkor még vízszintes sávokkal megalkotott) lobogót Románia hivatalos jelképének. Az uralkodó ebbe beleegyezett, mert akkoriban ez a trikolór még nem telítődött nemzeti tartalommal. Az 1848-as függetlenségi harcok nyomán a megalakult román kormány 1848. július 13-án a függőleges sávozású lobogót fogadta el. Ugyanekkor még használatban volt a vízszintes csíkozású nemzeti lobogó is, és a népek tavasza évében az egyik román nemzeti gyűlésen a sárga színt fehérrel helyettesítették, hogy rokonszenvüket fejezzék ki a Franciaországban és Magyarországon folyó forradalmak iránt. 
1859-ben, amikor Alexandru Ioan Cuza egy személyben léphetett a román területek és Moldova trónjára, a zászlót újra vízszintes sávokkal látták el. 1867-ben a megalakuló Román Királyság is új zászlót vezetett be. A kék-sárga-piros színeket újra függőleges rendbe szedte és a sárga sávban a királyi címer kapott helyet. 1948-ig ez volt Románia nemzeti lobogója, ám ekkor a szovjet befolyás alá került országnak le kellett váltania az uralkodói címert, és helyére egy kommunista jelképeket tartalmazó címert kellett helyeznie. A mai zászló csak a vasfüggöny leomlása után válhatott ismét nemzeti jelképpé.
Egy másik elképzelés szerint a román zászló színei Erdély címeréből származnak. A szabadságharc során ezek a színek Magyarország és Erdély egyesítését szimbolizálták. A román kormány 1848 nyarán hivatalos zászlajának is elfogadta a piros-sárga-kék trikolórt, hogy kifejezze ellenérzését az egyesítéssel kapcsolatban. Budapest az 1867-es kiegyezés után kezdte használni ezeket színeket Erdély visszacsatolásának tisztelgésül.
Románia 2004 óta vitát folytat az afrikai Csád állammal, mivel a csádi zászló lényegében azonos a románnal, főleg mióta abból kikerült a kommunista címer. Csád az ENSZ-nél már kérvényezte, hogy bírják rá a románokat a zászlómódosításra, mivel a két ország lobogóját gyakran összekeverik. Románia ellenben erre nem hajlandó, többek között arra hivatkozva, hogy az ország már majdnem száz évvel Csád létrejötte előtt használta ezt a zászlót.

## Galéria

A Román Fejedelemség zászlaja (1859–1881)
A Román Királyság zászlaja (1881–1947)
A Román Népköztársaság zászlaja (1948)
A Román Népköztársaság zászlaja (1948–1952)
A Román Népköztársaság zászlaja (1952–1965)
A Román Szocialista Köztársaság zászlaja (1965–1989)
Az 1989-es romániai forradalom alatt használt zászló